# فرودگاه شهری کلیر
فرودگاه شهری کلیر (به انگلیسی: Clare Municipal Airport) یک فرودگاه همگانی بهره‌برداری هوایی است که یک باند فرود آسفالت دارد و طول باند آن ۱۰۶۷ متر است. این فرودگاه در کشور ایالات متحده آمریکا قرار دارد و در ارتفاع ۲۶۱ متری از سطح دریا واقع شده‌است.